# Mikkjel Fønhus
Mikkjel Fønhus, född 14 mars 1894 i Valdres, död 1973, var en norsk journalist, skribent och författare. 
Med undantag av två korta uppehåll i Oslo, först som student och senare som journalist i Norske Intelligenz-Seddeler, bodde Fønhus hela livet i Sør-Aurdal. Han företog flera resor, bland annat till Afrika, Nordamerika, Finland, Nord-Norge och Svalbard, då först och främst för att skaffa material till sina berättelser. Många av hans verk är vildmarksromaner, djurskildringar och förmedling av trolska stämningar i naturen.
Fønhus debuterade med Skoggangsmann 1917, och slog igenom med sin andra bok Der villmarka suser 1919. Den boken kretsar huvudsakligen runt historien om slagbjörnen Rugg, men avslutas med novellen En villmarkssøn som framstår som en kontrapunkt till huvudberättelsen. Under 1920-talet etablerade sig Fønhus som en folkkär författare, med stora upplagor av böcker som Det skriker fra Kverrvilljuvet, Trollelgen,  Under polarlyset, Raudalsdansen och Reinsbukken på Jotunfjell. Han var en produktiv författare, och hans totala bibliografi innehåller upp emot sextio böcker, flera av dem utgivna postumt.
Fønhus stil karakteriseras som målerisk, effektiv och med poetiska inslag. Mest känd var Fønhus för sina djurberättelser. Författaren använde Vassfaret som ram runt många av sina romaner.
Romanerna Troll-elgen och Skoggangsmann filmatiserades 1927, se Trollälgen.